# 360P/WISE
360P/WISE è una cometa periodica appartenente alla famiglia delle comete gioviane; la cometa è stata scoperta il 6 agosto 2010 dal satellite per ricerche astronomiche WISE , la sua riscoperta il 20 settembre 2017 ha permesso di numerarla .

## Particolarità orbitali
Unica caratteristica della cometa è di avere una MOID col pianeta Giove di sole 0,088 ua. Questa relativamente piccola MOID comporta che la cometa ha passaggi ravvicinati con Giove, passaggi sufficientemente ravvicinati da portare in futuro a cambiamenti significativi della sua orbita: un passaggio ravvicinato si è verificato il 6 dicembre 1992 a 0,077 ua, un altro si verificherà il 31 maggio 2028 a 0,073 ua.